# Stefano Gobbi
Stefano Gobbi (Dongo, 22 marzo 1930 – Milano, 29 giugno 2011) è stato un presbitero italiano.
Fu ordinato sacerdote nel 1964 e conseguì il Dottorato in teologia presso la Pontificia Università Lateranense di Roma.
Nel 1972 creò il M.S.M., in seguito ad un'ispirazione interiore avuta l'8 maggio di quell'anno nel Santuario di Fátima; al movimento, diffuso oggi in tutto il mondo, aderiscono alcuni cardinali, oltre 350 arcivescovi e vescovi, 150 000 sacerdoti del clero secolare e di tutti gli ordini e istituti religiosi, oltre a decine di milioni di fedeli.
Morì nel 2011 all'età di 81 anni nell'ospedale Niguarda di Milano, e venne tumulato nell'edicola dei sacerdoti nel cimitero della natia Dongo.

## Don Stefano Gobbi e il Movimento Sacerdotale Mariano
L'8 maggio 1972, durante un pellegrinaggio a Fátima, don Stefano Gobbi, mentre pregava nella Cappellina delle Apparizioni in favore di alcuni sacerdoti, ribelli all'autorità della Chiesa, avrebbe avuto un'ispirazione interiore da parte della Madonna, con l'invito a riunire i sacerdoti che si fossero consacrati al suo Cuore Immacolato. Don Stefano avrebbe ricevuto anche, nello stesso mese, un piccolo segno di conferma da parte di Maria, nel santuario dell'Annunciazione di Nazaret. Ebbe più di 600 teofanie in cui gli apparve Maria Madre di Dio, fra visioni e locuzioni interiori.
L'origine del Movimento Sacerdotale Mariano risale a questa ispirazione interiore di don Stefano; nell'ottobre dello stesso anno ci fu un primo incontro di preghiera fra tre sacerdoti della parrocchia di Gera Lario, in provincia di Como; la notizia della nascita del movimento fu riportata su qualche giornale e rivista cattolica.
Dopo un graduale aumento delle adesioni, nel 1974 nacquero i primi Cenacoli di preghiera e di fraternità fra i sacerdoti e i fedeli, diffusi oggi in tutti i continenti.
Le linee guida del M.S.M. sono contenute nel libro Ai sacerdoti, figli prediletti della Madonna, che riporta le meditazioni e ispirazioni di don Stefano.
I punti essenziali del movimento sono tre: la consacrazione al Cuore Immacolato di Maria, l'unità al papa ed alla Chiesa a lui unita, e infine il condurre i fedeli ad una vita di affidamento alla Madonna.

## Causa di beatificazione e canonizzazione
Nel 2024 la causa di beatificazione di Stefano Gobbi è stata introdotta dal cardinale Oscar Cantoni, vescovo di Como. Papa Francesco ha dichiarato Gobbi Servo di Dio.